# 376
376 је била преступна година.

## Догађаји
- Википедија:Непознат датум — Битка код Маркијанопоља

- Готски рат: Цар Валенс дозвољава визиготском војсковођи Фритигерну и његовом народу да пређу Дунав из Тракије и населе се  у Доњој Мезији, под условом да обезбеде војнике легијама. Визиготи се укрцавају са трупама у чамце и сплавове, и кануе направљене од издубљених стабала дрвећа. Река је набујала због честих киша; велики број покушава да плива и дави се у борби против снаге струје.
- Готи, предвођени Алатејем и Сафраксом, расељени нападима Хуна и Алана, траже азил унутар Римског царства. Одбијени су. Римске граничне снаге растегнуте до тачке пуцања, прелазе реку Дунав и уједињују се са Фритигерном. Са критичном ситуацијом и очајничким недостатком хране, незадовољство расте међу Готима.
- Римљани не успевају да разоружају Визиготе, зато се борбе настављају. Готи се пробијају из свог заштитног подручја дуж Дунава и нападају на југу према региону близу Маркијанопола (Бугарска). Иако пркосе локалним римским званичницима, нису у отвореној побуни.
- Лупицин, гроф (Комес) од Тракије, покушава да врати Визиготе под контролу. Позива Фритигерна и готске вође на гозбу, уверавајући их да поред хране и пића могу да разговарају о снабдевању свог народа. Током гозбе, Лупицин покушава да убије готску делегацију. Фритигерн бежи, а Готи почињу да пљачкају и пале фарме и римске виле близу Маркијанопола.
- Лупицин напада Визиготе 9 миља од Маркијанопола са брзо окупљеним локалним трупама. Његова снага (5.000 људи) је уништена, а Готи се опремају римским оклопом и оружјем. Фритигерн маршира на југ према Адријанополу (Једрене).
- Плашећи се да ће се придружити Фритигерну, римске трупе готског порекла стациониране у Адријанопољу добијају од Валенса наређење да се крећу на исток. Војници траже дводневно одлагање како би се припремили и затражили храну и новац за пут. Међутим, главни магистрат Адријанопоља одбија и Готи избијају у отворену побуну. Наносе тешке жртве међу грађанима. Наоружавајући се римском опремом, придружују се снагама Фритигерну.
- Зима – Фритигерн покреће неуспешну опсаду Адријанопоља. Његове трупе покушавају да јуришају на градске зидине, али одустају од напада и деле се на мање групе, боље способне да се хране. Римски заробљеници мењају стране и дају Готима вредан извор локалних обавештајних података.
- Гине Бож владар словенских Анта у борби са Остроготима.

## Смрти
- Википедија:Непознат датум — Преподобни мученик Вадим - хришћански светитељ.
- Википедија:Непознат датум — Ерманарих, краљ Гота (Греутунги) (рођен 291.)
- Бож владар словенских Анта

- 10. април – Вадим, хришћански монах и светац
- 10. октобар – Акепсим из Хнаите, персијски епископ